# Samuels Aerophon

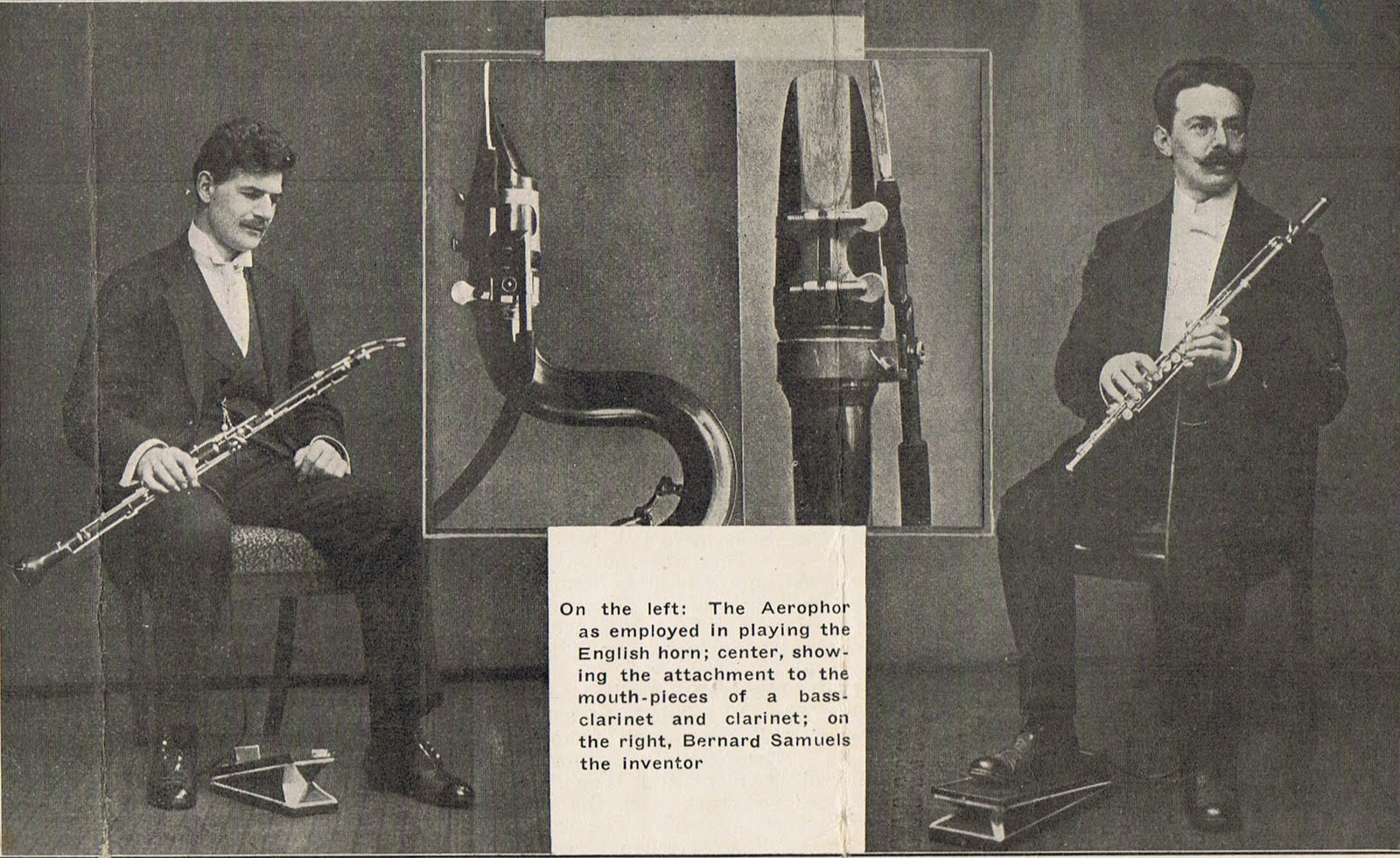
Aerophor. Rechts der Erfinder Bernard Samuels.

Samuels Aerophon (ursprünglich vom Erfinder korrekterweise als Samuels Aerophor bezeichnet) ist eine vom Flötisten Bernard Samuels (1872–1944) in Schwerin entwickelte Apparatur, die es Bläsern ermöglichen soll, Liegetöne beliebig lange zu halten.

## Funktionsweise
Aeorophor, als Tonbindeapparat für Blasinstrumente, wurde 1911 von dem niederländischen Flötisten Bernard Samuels für die Oper in Schwerin erfunden. Der Apparat will das Blasen ohne Abhängigkeit von der Atmung ermöglichen und damit eine „unmenschliche“ Phrasierung und gleichzeitig eine bedeutende Herabminderung des menschlichen Kraftaufwands erreichen. Der Fuß des Spielers tritt einen kleinen Schöpfbalg, dessen Wind durch einen Schlauch und ein kleines Röllchen neben dem Mundstück in den Mund getrieben wird, so oft und viel es der Bläser wünscht. Durch ruhiges, stetiges Nasenatmen wird der Mund gegen die Rachenhöhle geschlossen, so dass die künstliche Pressluft nur in das Instrument hinein entweichen kann.

## Vorläufer
Die Benutzung des Mundes als Windkammer ist von traditionellen Instrumenten u. a. aus dem orientalischen Raum bekannt. Schalmeieninstrumente wie Arghul, Zummara und ähnliche werden auf diese Weise angeblasen.  

## Verwendung
Richard Strauss schreibt für sein Symphonisches Präludium und für die Anfangstakte seiner symphonischen Dichtung Eine Alpensinfonie die Apparatur Samuels Aerophon vor. Es ist überliefert, dass bei den ersten Aufführungen die Vorrichtung verwendet wurde, sich aber nicht nachhaltig durchsetzen konnte. Es wird berichtet, dass bei Bläsern durch die kalte Luft regelmäßig Schäden an den Zähnen auftraten.
In der heutigen Zeit ist diese Apparatur nicht mehr notwendig, da derselbe Effekt auch über die heute üblicherweise verwendete Zirkularatmung erreicht werden kann.

## Rezeption
Der deutsche Komponist Johannes X. Schachtner schrieb zum Richard-Strauss-Jubiläum 2014 ein Werk für Bläserensemble mit dem Titel Air – an Samuels Aerophon, welches sehr lang liegende Töne zum Thema der Komposition macht.